# 叶萼山矾
叶萼山矾（学名：Symplocos phyllocalyx）为山矾科山矾属下的一个种。

## 扩展阅读
- 維基物種上的相關：叶萼山矾